# Кременчукводоканал

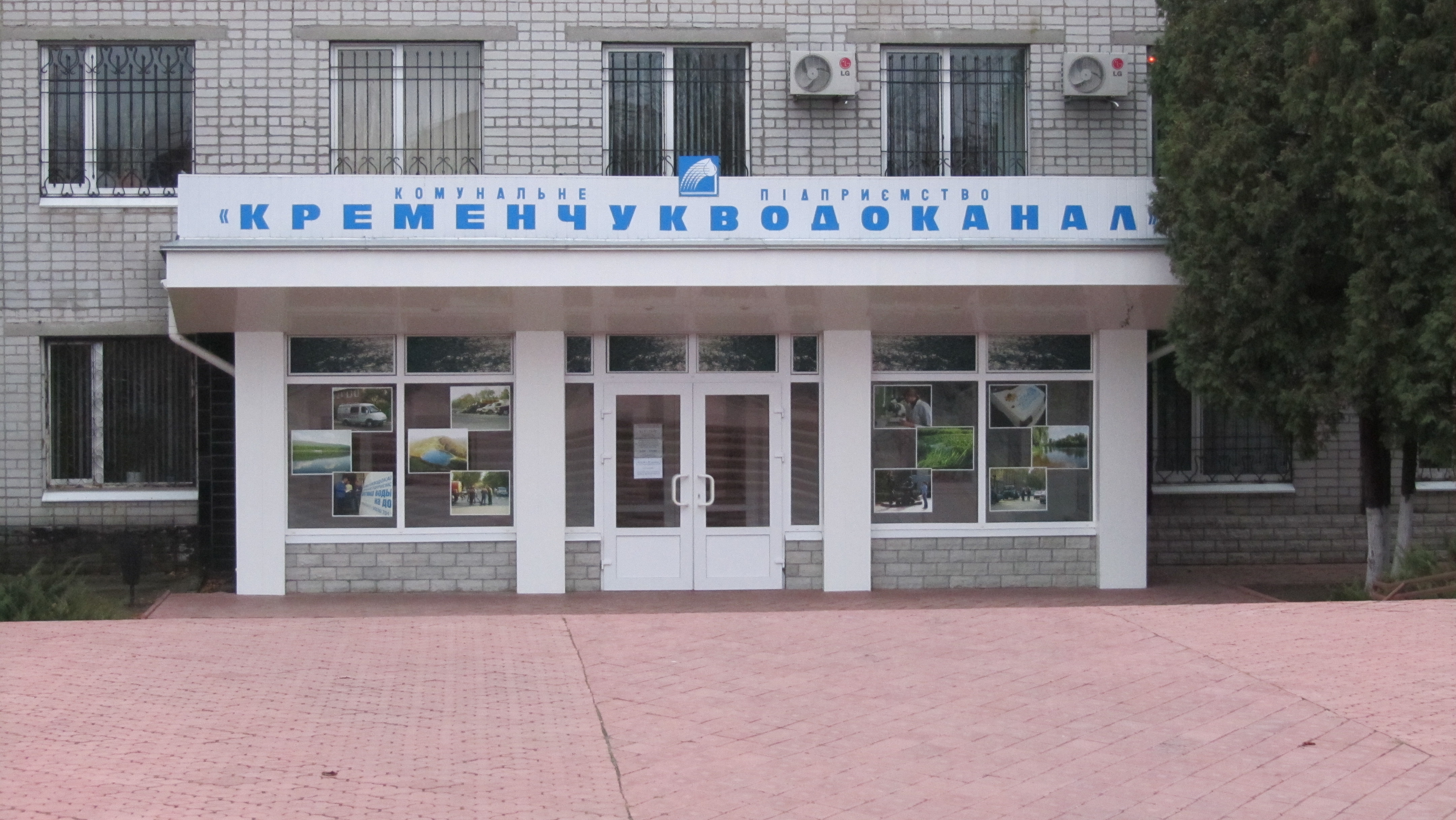
Кременчукводоканал

КП Кременчукводоканал — підприємство, що здійснює водопостачання та водовідведення міста Кременчука, а також кілька невеликих населених пунктів, розташованих навколо міста. Власником і засновником комунального підприємства «Кременчукводоканал» є територіальна громада м. Кременчук в особі Кременчуцької міської ради. Зараз на КП «Кременчукводоканал» працює близько тисячі співробітників. Директором підприємства є Міхєєв Роман Валентинович.
Головні завдання КП «Кременчукводоканал»: забезпечення населення, підприємств та установ Кременчука якісними послугами водопостачання та водовідведення відповідно до національних стандартів, впровадження нових технологій і обладнання, зниження втрат енергоресурсів; участь в будівництві нових об'єктів і реконструкції існуючих для стабільного соціального та економічного розвитку регіону.
Водопостачання м. Кременчука здійснюється через розподільну мережу «Кременчукводоканал». Об'єктами водопостачання є житлові будинки, промислові підприємства, об'єкти соцкультпобуту та інші. Основним джерелом водопостачання є води ріки Дніпро з Кременчуцького водосховища. Обробка води до вимог ДЕСТу 2874-82 Вода питна" здійснюється на водопровідних очисних спорудах, загальною проектною продуктивністю 150 000 м³/добу. Загальна довжина водогінної мережі м. Кременчука становить близько 423,37 км. Загальна довжина каналізаційної мережі м. Кременчука становить порядку 283,6 км. Функції контролю якості за станом вихідної і подаваних на господарсько-питні нестатки води здійснюються хіміко-бактереологіними лабораторіями «Кременчукводоканалу».

## Історія
Кременчуцький водоканал — одне з найстаріших підприємств України. Своє літочислення веде від 1910 року, коли була пробурена перша свердловина. Передумови для його спорудження склалися вже в перші роки XX століття, коли сталася електрифікація Кременчука. Водопровід став першим комунальним підприємством у місті.
Незважаючи на матеріальную труднощів під час революції 1917 року, Водоканал постійно збільшував потужності й постачав місту чисту артезіанську воду, рятуючи людей від епідемічних хвороб. До Другої світової війни свердловин було 13, а довжина водопровідних мереж ззалишала 45 км.
У післявоєнний період до 1962 року побудовані і задіяно 20 артезіанських свердловин загальною потужністю 20 000 м³ на добу. Протяжність водоводів і мереж становила 60,3 км.
На підставі вивчення досвіду виробників і технологій глибокого очищення води «Кременчугводоканалом» було придбано обладнання та організовано виробництво і реалізація «Доочищена вода Криничка». «Криничка» — вода, отримана шляхом коригування її іонного складу, пом'якшення, зменшення кількості заліза, очищення від сполук важких металів, виділення з води всього спектру забруднень органічної природи з одночасним її дехлорирование і знезараженням.
На Кременчуцький очисних спорудах Правобережжя введено в експлуатацію технологічну установку — фільтр-прес німецької фірми «HUBER». Це дозволяє проводити утилізацію мулу шляхом віджиму, складаючи спресованих продукт у спеціальні карти для подальшого виготовлення добрив. Одним з перших КП «Кременчукводоканал» застосувало каналізаційні труби з поліпропілену з подвійними стінками.
У вересні 2007 року придбано газовий хроматограф фірми «SHIMADZU» (Японія). Інженерами центральної лабораторії освоєно методику визначення галогенметалів — хлороформу і тетрахлорвуглеця в питній воді, зміст яких регламентується ДержСанПіном «Вода питна».
Одним з перших в Україні (січень 2008 р.) КП «Кременчукводоканал» придбане обладнання фірми «IDEXX» (США) для оперативного контролю бактеріологічних показників у воді — індексу бактерій групи кишкової палички і колі-індекса. У липні 2008 року чотири лабораторії КП «Кременчукводоканал» успішно пройшли атестацію і отримали свідоцтво на проведення вимірювань у сфері поширення державного метрологічного нагляду на максимальний термін — п'ять років.
12 січня 2010 в Міністерстві з питань житлово-комунального господарства України в рамках проекту «Розвиток міської інфраструктури» відбулося підписання договору про субкредитування Світовим банком з КП «Кременчукводоканал». Розмір коштів даної позики, які виділяються для фінансування інвестиційного проекту «Реконструкція енергоємного обладнання системи водопостачання та водовідведення м. Кременчука» становить 6,7 млн. дол. США. Передбачається, що впровадження проекту дозволить підприємству щорічно заощаджувати 24,1 % (5,6 млн кВт) електроенергії.

## Сучасність

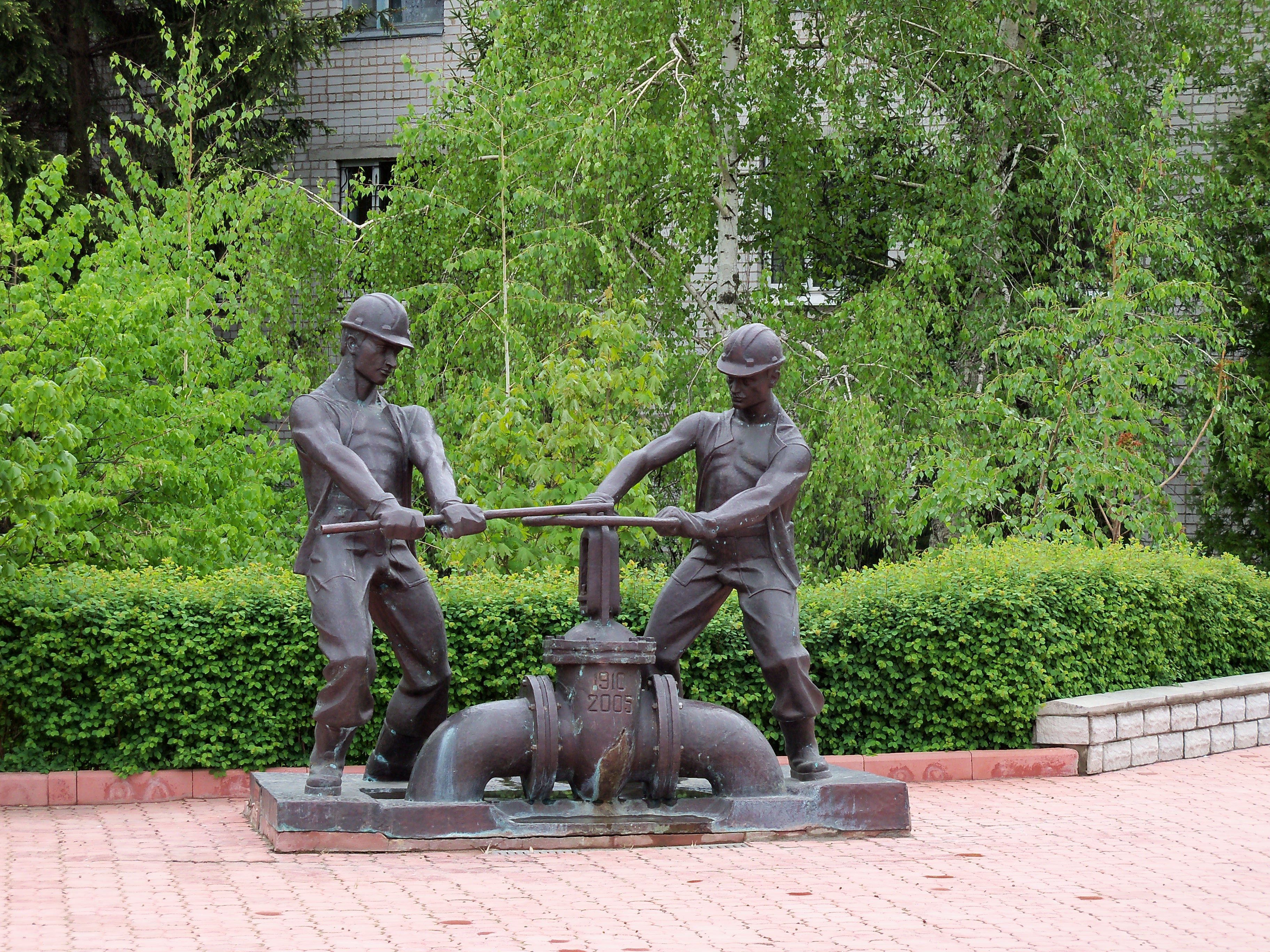
Пам'ятник водопровідникам. Встановлений до 90-річчя міського водоканалу

Зараз підприємство — потужний комплекс споруд, у роботі якого задіяні:
- дві насосні станції першого підйому
- водоочисні споруди потужністю 150 000 м³ на добу
- два комплекси каналізаційних очисних споруд Лівобережжя та Правобережжя загальною потужністю 140 000 м³ на добу
- двадцять шість станцій перекачування стоків
- сім підвищувальних насосних станцій
- шість резервуарів питної води

Зараз обслуговується 250 км мереж. Для поліпшення роботи системи водовідведення Кременчука реконструйовано каналізаційні насосні станції СП-2, СП-16 з повною заміною вітчизняного обладнання на насоси німецької фірми «НОМА» та шведської фірми «FLYGT». Також реконструйовано СП-4, СП-5, СП-6, СП-8, СП-19, СП-23, СП-24, СП-26 з частковою заміною вітчизняного обладнання на шведське та німецьке. З метою збільшення надійності роботи мереж каналізації та запобігання екологічних катастроф замінено напірні колектори від СП-2 та СП-26 і частково — від СП-7.

## Кадри та соціальний захист
На сьогодні у вузах України навчається за спеціальністю «Водопостачання та водовідведення» 13 працівників підприємства.
У підприємства є база відпочинку «Південна» (поблизу Одеси), де можуть відпочити всі бажаючі працівники та їх родини.
Відбувається постійне проведення футбольних, волейбольних турнірів між цехами та підрозділами підприємства. Турнір з мініфутболу на Кубок Генерального директора — найпопулярніше змагання. Футбольні команди КП «Кременчукводоканал» постійно беруть участь у міських спартакіадах, неодноразові чемпіони та володарі Кубка міста з футболу і мініфутболу.

## Нагороди та відзнаки
КП «Кременчукводоканал» неодноразово було відзначено керівництвом галузі. У 2004 р. в рамках програми «Лідер XXI століття» за впровадження новітніх технологій і високу якість послуг у галузі водопостачання та водовідведення, наполегливе вдосконалення послуг підприємство нагороджене Знаком якості та дипломом лауреата загальнонаціонального конкурсу «Вища проба».
За результатами діяльності у 2004 та 2005 рр. підприємство отримало звання лауреата Рейтингу провідних підприємств житлово-комунальної галузі в номінації «Підприємства ВКГ». У 2006 році підприємство «Кременчукводоканал» нагороджене дипломом лауреата рейтингу «Найкращі підприємства України».

## Меморіальні дошки
28 березня 2013 р. на адмінбудівлі комунального підприємства «Кременчукводоканал», зліва від центрального входу відкрито Меморіальну дошку засновникам водоканалу А.К.Єншу, А.Я.Ізюмову, І.Г.Саніну»
Ізюмов Андрій Якович (1855 чи 1856, м. Кременчук – невідомо). Купець 1 гільдії, потомственний почесний громадянин міста. Незмінний гласний Кременчуцької міської думи з 1883 до  1917 р. 
Санін Іван Григорович (1883 – 1957)  – міський інженер, з 1911 по 1920 рр.  опікувався у Кременчуці питаннями водопостачання і саме він почав реалізацію проекту, згідно з яким вода в місто постачалася з Дніпрі. 
Єнш Адам Карлович (1860-1894) – розробник проекту водопроводу з водонапірною баштою, котру розташували на Піщаній горі, випускник Лодзинського технічного училища та Санкт-Петербурзького інституту цивільних інженерів, архітектор університеті св. Володимира в Києві, міський архітектор Бердичева.